# Fuchsia Swing Song
Fuchsia Swing Song – debiutancki album studyjny amerykańskiego multiinstrumentalisty jazzowego Sama Riversa, wydany z numerem katalogowym BLP 4184 i BST 84184 w 1965 roku przez Blue Note Records.

## Powstanie
Materiał na płytę został zarejestrowany 11 grudnia 1964 roku przez Rudy’ego Van Geldera w należącym do niego studiu (Van Gelder Studio) w Englewood Cliffs w stanie New Jersey. Produkcją albumu zajął się Alfred Lion.

## Lista utworów
Opracowano na podstawie materiału źródłowego.
Wydanie LP
Strona A
| Nr | Tytuł utworu                | Muzyka     | Długość |
| -- | --------------------------- | ---------- | ------- |
| 1. | „Fuchsia Swing Song”        | Sam Rivers | 6:03    |
| 2. | „Downstairs Blues Upstairs” | Rivers     | 5:33    |
| 3. | „Cyclic Episode”            | Rivers     | 6:58    |
|    |                             |            | 18:34   |

Strona B
| Nr | Tytuł utworu        | Muzyka | Długość |
| -- | ------------------- | ------ | ------- |
| 1. | „Luminous Monolith” | Rivers | 6:31    |
| 2. | „Beatrice”          | Rivers | 6:13    |
| 3. | „Ellipsis”          | Rivers | 7:41    |
|    |                     |        | 20:25   |

Utwory dodatkowe na reedycji (2003)
| Nr | Tytuł utworu                                        | Muzyka | Długość |
| -- | --------------------------------------------------- | ------ | ------- |
| 1. | „Luminous Monolith (alternate take)”                | Rivers | 6:39    |
| 2. | „Downstairs Blues Upstairs (first alternate take)”  | Rivers | 8:09    |
| 3. | „Downstairs Blues Upstairs (second alternate take)” | Rivers | 7:47    |
| 4. | „Downstairs Blues Upstairs (third alternate take)”  | Rivers | 7:49    |
|    |                                                     |        | 30:24   |

## Twórcy
Opracowano na podstawie materiału źródłowego.
Muzycy:
- Sam Rivers – saksofon tenorowy
- Jaki Byard – fortepian
- Ron Carter – kontrabas
- Anthony Williams – perkusja

Produkcja:
- Alfred Lion – produkcja muzyczna
- Rudy Van Gelder – inżynieria dźwięku
- Reid Miles – projekt okładki, fotografia na okładce
- Nat Hentoff – liner notes
- Michael Cuscuna – produkcja muzyczna (reedycja z 2003)